# Джозеф Пулітцер
Джо́зеф Пу́літцер (або Пуліцер; англ. Joseph Pulitzer, 10 квітня 1847, Мако—  29 жовтня 1911, Чарлстон) — американський видавець, журналіст, родоначальник жанру «жовтої преси». Гроші, які він залишив по собі, стали основою для створення Пулітцерівської премії — однієї з найпрестижніших премій у галузі журналістики (вперше вручена 1917 року).

## Біографія
Пулітцер народився 10 квітня 1847 року в угорському містечку Мако в родині багатого єврея-зерноторговця і німкені-католички. Незабаром родина переїхала в Будапешт, де майбутній журналіст одержав знання в приватній школі.
Засновник нового типу не тільки американської, але й світової преси Джозеф Пулітцер став громадянином Сполучених Штатів Америки лише у 20-річному віці. Прибувши в країну в 1864 році як іноземний кавалерист військ президента Лінкольна, він майже не знав англійської, мав погане здоров'я та порожній гаманець. Суворі реалії війни зробили майбутнього генія журналістики переконаним антимілітаристом. Після закінчення громадянської війни він переїхав до Нью-Йорка, де певний час безрезультатно шукав роботу. Переповнене іммігрантами місто вороже зустріло угорця, що ледве міг спілкуватися англійською. Друзі Пулітцера, спостерігаючи за його поневіряннями, вирішили пожартувати й порадили йому податися до Сент-Луїса, щоб удосконалити англійську (на той час у цьому місті мешкала найбільша кількість іммігрантів, що не володіли мовою). Але завдяки надмірній допитливості та невтомній енергії вже через рік Пулітцер працював репортером у щоденній німецько-американській газеті «The Westlich Post» («Вестліська пошта»).
У 1872 році після невдалої передвиборної кампанії газета опинилася на межі краху. Тоді Пулітцер, що на той час зібрав певний капітал, купив частину акцій «The Westlich Post». Але шалений темп роботи, запропонований новим співвласником, не сподобався ні редакції, ні її старим господарям. Тому вони вирішили позбутися енергійного парубка і запропонували йому за акції солідну суму. Таким чином Пулітцер отримав 30 тис. доларів чистого прибутку.
Замість «The Westlich Post» Пулітцер придбав посередню сент-луїську газету, яка входила до складу «Associated Press», а потім запропонував її чиказькому газетяреві Джозефу Б. МакКуллеху, якому необхідно було членство в агенції. Заробивши таким чином непогану суму, Пулітцер протягом п'яти років чотири рази з'їздив до Європи, одружився й отримав право адвокатської практики в суді Колумбії. 1878 року з відмінним знанням англійської та блискучими знаннями про Сполучені Штати Джозеф Пулітцер повернувся до журналістики в Сент-Луїс.
Того часу на торги була виставлена газета «The St. Louis Dispatch» («Сент-луїська депеша»), заснована в 1864 році. Пулітцер придбав її 9 грудня 1878 року за 2,5 тис. доларів і знов отримав членство в «Associated Press». Три дні потому він об'єднав свою газету із щоденним виданням «The Post» («Пошта»), заснованим Джоном А. Діллоном у 1875 році. Таким чином з'явилася одна з найпопулярніших газет США «The St. Louis Post-Dispatch». Протягом чотирьох років вона була провідною вечірньою газетою Сент-Луїса. Прибуток від неї становив близько 45 тис. доларів на рік.
У новоствореній газеті Пулітцер почав розвивати ті журналістські тенденції, що були закладені ним ще в «The Westliche Post». Він робив акцент на викритті політичної корупції на рівні міста й штату, постійній кампанії проти монополій, які виникли в Сент-Луїсі, сенсаційних кримінальних новинах та злободенному коментарі, а згодом читачі визнали видання важливим громадським друкованим органом та незмінно підтримували його.

Через деякий час Пулітцер викупив акції, що належали Діллону, і став єдиним власником газети. Видання одразу відчуло редакторську руку Пулітцера. Він почав добирати в штат талановитих журналістів, і «The Post-Dispatch» продовжувала прогресувати, відстоюючи права дрібних підприємців та «середнього класу», що на той час уже сформувався. Напрямок і характер газети визначені в словах її власника: 
|                    | „The Post-Dispatch“ буде служити людям, а не партії, вона не буде органом республіканізму, а буде органом правди, не буде підтримувати уряд, а буде критикувати його, буде перешкоджати обману та шахрайству скрізь і всюди, хоч би де вони були. Газета захищатиме права та ідеї, а не упереджені погляди. |
| — Джозеф Пулітцер, | |

Більш вагомі слова були сказані Пулітцером пізніше, у 1907 році в кінці його кар'єри. Вони стали політичною позицією «The Post-Dispatch» та були надруковані на редакторській сторінці: 
|                    | Я знаю, що мій відхід на пенсію нічого не змінить, газета буде боротися за прогрес і реформи й ніколи не потерпить несправедливості й корупції, буде боротися з демагогією всіх партій, ніколи не буде повністю належати жодній з партій, буде протистояти привілейованому класу та грабіжникам суспільства, ніколи не втратить симпатії до бідняків, назавжди залишиться відданою загальному добробуту, ніколи не вдовольниться поверхневими новинами, назавжди залишиться незалежною та не буде боятися нападати на несправедливість з боку грабіжницької плутократії або грабіжницької убогості. |
| — Джозеф Пулітцер, | |

Перші номери газети буквально приголомшили читачів: вони містили списки утримувачів будинків розпусти, розповідали про появу відомої співачки Паті в нетверезому стані на спектаклі. Однією з головних вимог Пулітцера була відмова від поверховості. Колективу газети було висунуто гасло: «Ніколи не кидайте справу, поки не докопаєтесь до суті того, що відбувається. Безперервність! Цілісність! Доки факт не вичерпає себе».
Проте слід зауважити, що, ганяючись за сенсаціями, Пулітцер вдавався до крайнощів, переобтяжуючи «The Post-Dispatch» матеріалами про вбивства, злочини, секс тощо. У газеті також публікувалися скандальні історії з життя еліти Сент-Луїса. З'являлися статті під заголовками: «Боси Сент-Луїса», «Парочка перелюбників», «Чи пиячить містер Тюдор?».
Такі матеріали не гребували перебільшеннями, напівправдою у виставленні громадян на загальне посміховисько.
Як показала подальша кар'єра Пулітцера, Сент-Луїс став для нього своєрідною лабораторією розробки методів, що отримали назву «новий журналізм»; до того ж, його щорічний прибуток становив від 40 до 50 тис. доларів. За «The Post-Dispatch» на початку 1880-х рр. пропонували 1,6 млн доларів, але Пулітцер не продав видання.

Основною метою діяльності Пулітцера було не завоювання інтересу «робітничої аристократії» Сент-Луїса, а читацька аудиторія Нью-Йорка. У 1890 році одна з нью-йоркських газет так прокоментувала цей етап його життя: 
|  | Фундамент „The New York World“ був закладений у Сент-Луїсі. Боротьба нових ідей та нових тенденцій проходила під прапором „The Post-Dispatch“. |

У 1883 році через безперервну напружену роботу здоров'я Пулітцера похитнулося: погіршився зір, ослабла нервова система. Ситуація погіршилася під час судового процесу над його заступником, талановитим журналістом Джоном А. Коккеріллом. Останній убив відомого в Сент-Луїсі  адвоката, про якого критично писала «The Post-Dispatch». Коккерілла виправдали, але для Пулітцера це було сильним потрясінням. Він почав мріяти про поїздку до Європи. Проїжджаючи через Нью-Йорк, редактор найпопулярнішої сент-луїстської газети дізнався, що заснована у 1860 році ранкова демократична газета «Нью-Йорк Уорлд» виставлена на торги. Тодішній її власник Джей Гоулд бажав отримати 346 тис. доларів. Це була досить висока ціна для посереднього видання, але Пулітцер уклав угоду й 9 травня 1883 року придбав газету. Перший внесок склали прибутки від «The Post-Dispatch», а інші гроші — на подив Гоулда — були взяті з доходів самої «The World». До речі, у роботі Альберта Власова «Політичні маніпуляції: Історія й практика засобів масової інформації США» історія купівлі «The World» викладена так:
|                 | На зароблені кошти Пулітцер через п'ять років купує газету „The New York World“, що належала крупному спекулянту Гоулду. Той тричі банкрутував, занапащав та обкрадав інших. Навіть на Уолл-Стріт отримав прізвисько Смердючка. Гоулд відверто використовував газету для боротьби зі своїми суперниками у спекуляції, прикриваючись демагогією про вторгнення монополій в американське життя. |
| — Власов А. І., | |

Початковий наклад видання дорівнював 15 тис. примірникам, роздрібна ціна восьмишпальтового номера становила 2 центи. Основними конкурентами «The World» на той час були «The Herald» Беннетта (12–16 сторінок за 3 центи), «The Sun» Дана (4 шпальти за 2 центи вроздріб), «The Tribune» Уайтлоу Рейда та «New York Times» Джорджа Джонса (обидві складалися з 8 шпальт і коштували 4 пенси вроздріб).
У 1885 році Пулітцер був обраний до Палати представників.
Помер Пулітцер 29 жовтня 1911 року на борту власної яхти в гавані Чарльстона (штат Південна Кароліна). За кілька років до цього він склав заповіт, за яким залишав 2 млн $ Колумбійському університету. Три чверті цих коштів пішли на створення Вищої школи журналістики, а на суму, що залишилася, була заснована Пулітцерівська премія, яку вручають з 1917 року.

## Морока зі статуєю Свободи
Скульптуру Свободи роботи Фредеріка Бартольді не бажали приймати не тільки в арабському Єгипті, а й у Сполучених Штатах. Навіть сама ідея монумента первісно не мала в країні популярності. Тому уряд США спочатку відмовився фінансувати цей проєкт. Фігура почала іржавіти в Парижі.
У справу популяризації проєкту і самої скульптури втрутився власник газет Джозеф Пулітцер. Він розгорнув тривалу кампанію критики уряду (хоча не бачив скульптуру, художні якості котрої були невисокі). Критикував також багатіїв-меценатів, що не давали на її монтаж грошей, критикував пересічних громадян — за байдужість до ідеї. Скандальна критика і наполегливість Пулітцера спрацювали. Фонд створення монументу Свободи почав отримувати грошові суми й згодом коштів вистачило на закінчення монтажу. Уряд пішов на урочистості із приводу закінчення робіт, аби не втрачати популярність у виборців. Скульптуру урочисто відкрив 28 жовтня 1886 року тодішній президент Сполучених Штатів Гровер Клівленд.